# 銅牆鐵壁 (電影)
《銅牆鐵壁》（英語：Delta Force 2: The Colombian Connection，或稱作和）是一部1990年美國動作片，由亞倫·羅禮士執導，李·雷諾斯（Lee Reynolds），查克·羅禮士主演，為1986年電影《三角突擊隊》的續集。故事描述菁英士兵史考特·麥考伊（Scott McCoy）帶領他的三角洲部隊進入了虛構的南美國家聖卡洛斯（San Carlos），以解救人質並打擊將古柯鹼流入美國的大毒梟。
《銅牆鐵壁》於1990年8月24日在美國上映。續集《獵鷹死亡令》於1991年推出。

## 劇情
雷蒙·柯塔是一位富有且勢力強大的大毒梟，他將大量的古柯鹼流入美國，侵蝕了該國的年輕人，這讓DEA和南美國家聖卡洛斯（San Carlos）之間引起了仇恨。
在里約熱內盧狂歡節期間，DEA探員約翰·佩吉企圖捉拿柯塔，但其監視小組遭到了偽裝成狂歡節表演者的柯塔殺手襲擊。由於里約慘案，DEA爭取到了美國陸軍三角洲部隊的支持，以滲透到聖卡洛斯。他們將透過柯塔身旁的臥底探員協助。
泰勒將軍命令史考特·麥考伊上校與其搭檔巴比·查維茲少校將柯塔告上法庭。當柯塔前往日內瓦將毒品錢存入瑞士的銀行帳戶時，他們冒充航空公司旅客，並能夠在飛機進入美國領空的短暫間隔內將其抓獲。但是，他們的努力無濟於事，因柯塔可以輕鬆地獲得保釋。查維茲憤怒地在法庭上揍了他一拳，這使柯塔事後殺了查維茲的懷孕妻子和13歲的弟弟。
在查維茲打算對其復仇時，他和包括佩吉在內的三名DEA探員都遭到柯塔俘虜並折磨，而查維茲最後被柯塔放於毒氣室中殺死；臥底馬吉爾也在此前遭到柯塔殺害。在新聞發表會上，DEA的發言人解釋說，聖卡洛斯總統阿爾卡薩因擔心政變而不願鎮壓販毒集團，而他的腐敗將軍則從毒品交易中受益，並願意保護柯塔不被引渡。
麥考伊在看到柯塔寄來的查維茲處決影帶後，打算潛入聖卡洛斯營救人質，而泰勒則和三角洲部隊進行監視。他們的任務受到聖卡洛斯政府代表的監督，該代表已與美國政府達成協議，嚴格限制了任務的範圍。與此同時，麥考伊在印地安女子葵葵娜的指引下獨自攀爬上了高高的懸崖，成功滲入柯塔的豪宅。後來，聖卡洛斯政府試圖透過進行大規模的毒品突襲來徹底取消美國的干預，這將使美國的任務變得不必要。得知被騙後，泰勒違反了規約，乘坐一架全副武裝的武裝直升機駛向他的邊界以南，促使聖卡洛斯軍隊派遣自己的直升機追擊。三角洲部隊降落在柯塔的豪宅中，並部署部隊摧毀古柯鹼倉庫和實驗室。麥考伊成功釋放了人質，但被柯塔捕獲並被放在毒氣室中。然而，在毒氣可以殺死他之前，泰勒的武裝直升機發射的火箭彈砸碎了玻璃，使他得以逃脫。
在佩吉的幫助下，麥考伊開著柯塔的防彈轎車載著佩吉、柯塔逃離了豪宅。柯塔的保鏢和一架聖卡洛斯直升機追逐著這輛車，並最終將其停下來，但泰勒的武裝直升機即時現身擊毀了敵機並使聖卡洛斯將軍死去。在雙方交火期間，柯塔徒步穿越叢林逃離，並殺了企圖復仇的葵葵娜，但麥考伊現身打倒了他。泰勒的直升飛機到達後，用繩索拉起麥考伊和柯塔；此時，數名柯塔的人馬追了上來。其中一個人揮舞著大彎刀，意圖砍斷柯塔的繩索，但仍讓美方帶著柯塔離去。
在直升機吊著麥考伊和柯塔時，後者表示自己仍會再次獲得保釋並加碼將更大量的毒品流進美國。此時，柯塔的繩索因彎刀而變得更細，直到完全斷裂，使柯塔在沒有緊急降落傘的情況下從數千英尺的高空跌下，最後身亡。

## 演員
- 查克·羅禮士 飾 史考特·麥考伊上校（Col. Scott McCoy）
- 比利·德拉高（英语：Billy Drago） 飾 雷蒙·柯塔（Ramon Cota）
- 約翰·P·萊恩（英语：John P. Ryan） 飾 泰勒將軍（General Taylor）
- 李察·傑克爾（英语：Richard Jaeckel） 飾 DEA探員約翰·佩吉（DEA Agent John Page）
- 保羅·派瑞（英语：Paul Perri） 飾 巴比·查維茲少校（Maj. Bobby Chavez）
- 馬克·馬戈利斯 飾 奧梅多將軍（Gen. Olmedo）
- 貝戈妮亞·帕拉薩（Begoña Plaza） 飾 葵葵娜·埃斯奎利諾（Quiquina Esquilinta）
- 赫克托·梅卡度（Héctor Mercado） 飾 馬吉爾（Miguel）
- 瑞克·普里托（Rick Prieto）飾 卡洛斯（Carlos）

## 反響
《銅牆鐵壁》整體獲得了負面的評價，大多被批評和前集幾乎沒有共通之處，劇本欠佳、陳詞濫調、動作欠佳，和羅禮士早期的《北越歸來》（1984年）相似。

## 續集
續集《獵鷹死亡令》於1991年以錄影帶首映的方式發行。該片改由查克·羅禮士的兒子麥克·羅禮士主演，而前者也未參演。

## 外部連結
- 互联网电影数据库（IMDb）上《銅牆鐵壁》的资料（英文）
- 爛番茄上《銅牆鐵壁》的資料（英文）